# Taterillus lacustris
Il taterillo del Lago Ciad (Taterillus lacustris  Thomas & Wroughton, 1907) è un roditore della famiglia dei Muridi diffuso nell'Africa centro-occidentale.

## Descrizione
Roditore di piccole dimensioni, con la lunghezza della testa e del corpo tra 110 e 137 mm, la lunghezza della coda tra 127 e 155 mm, la lunghezza del piede tra 29,5 e 32,5 mm, la lunghezza delle orecchie tra 18 e 21 mm e un peso fino a 52 g.

La pelliccia è lunga e fine. Le parti superiori sono rossastre, cosparse di peli nerastri lungo la schiena. Le parti ventrali, le guance e le zampe sono bianche. Sono presenti una macchia bianca sopra ogni occhio e una dietro ogni orecchio. La coda è più lunga della testa e del corpo, rossastra sopra, giallastra sotto e con un ciuffo di lunghi peli scuri all'estremità.

## Biologia

### Comportamento
È una specie terricola e notturna.

### Riproduzione
Una femmina gravida con 2 embrioni è stata osservata nel mese di febbraio.

## Distribuzione e habitat
Questa specie è conosciuta soltanto in una piccola zona nel Camerun e nella Nigeria settentrionali, vicino al Lago Ciad.
Vive negli arbusteti, terreni incolti e ai margini delle coltivazioni.

## Conservazione
La IUCN Red List, considerato l'areale esteso, la tolleranza alle modifiche ambientali e la popolazione numerosa, classifica T.lacustris come specie a rischio minimo (Least Concern).